# Список екорегіонів Зімбабве
Нижче наводиться список  екорегіонів в Зімбабве, згідно  Всесвітнього Фонду дикої природи (ВФД).

## Наземні екорегіони
по  основних типах середовищ існування 

### Тропічні і субтропічні луки, савани і чагарники
- Акацієвий-байкієві рідколісся Калахарі
- Бушвелд Південної Африки
- Рідколісся Південного Міомбо
- Байкієві рідколісся Замбезі
- Рідколісся Замбезі і Мопане

### Гірські луки і чагарники
- Гірські ліси і луки Східного Зімбабве

## Прісноводні екорегіони
по біорегіону

### Замбезі
- Низький Велд Замбезі
- Замбезі
  - Мулань
  - Нагір'я Східного Зімбабве
  - Високий Велд Замбезі
  -  Луангва Середнього Замбезі